# Ballerine dietro le quinte
Ballerine dietro le quinte, altrimenti noto come Quattro ballerine in blu, è un pastello del pittore francese Edgar Degas, realizzato intorno al 1897 e conservato al Museo Puškin di Mosca.

## Descrizione
L'opera si distingue per il suo elegantissimo equilibrio compositivo. Il pastello raffigura quattro ballerine che si sistemano i costumi di scena, tinti di un blu liquido, prima di salire sul palcoscenico per lo spettacolo. Degas interpreta questo riassestamento delle vesti con cadenze teatrali, inscenando un vero e proprio balletto dove arti, busti e volti piroettano vorticosamente. La simmetrica divisione degli spazi viene tuttavia resa dinamica dall'accorgimento di lasciare fuori campo una porzione del corpo della ballerina in basso, cosicché l'immagine appaia meno meditata e più casuale.
Nonostante l'impressione proposta dal quadro sia quello di una visione accidentale, Degas medita molto limpidamente sugli equilibri compositivi del pastello, dei quali si è già parlato. Memore dei disegni a carboncino o matita dei maestri moderni, inoltre, il pittore orchestra un sapiente gioco di tratteggi. Quest'ultimi, sovrapponendosi vicendevolmente, conferiscono maggiore corporeità alle quattro ballerine. «Amava il corpo umano come un'armonia materiale, come una bella architettura con in più il movimento» avrebbe commentato Charles Baudelaire. Anche in quest'opera, inoltre, Degas si concede ampie libertà prospettiche: le figure, infatti, sono riprese dall'alto, determinando in questo modo una notevole claustrofobia degli spazi.
Si riporta di seguito l'acuta analisi di Paul Valéry, uno dei più intensi biografi di Degas:
(Paul Valèry)